# Nærøyfjord
Le Nærøyfjord (Nærøyfjorden) est un fjord situé sur le territoire de la commune de Aurland dans le comté de Vestland en Norvège. Il a une longueur d'environ vingt kilomètres, et est une branche du Sognefjord.
Il est inscrit avec le Geirangerfjord sur la liste du patrimoine mondial de l'UNESCO depuis 2005 sous l'appellation de fjords de l'Ouest de la Norvège.

## Galerie photo

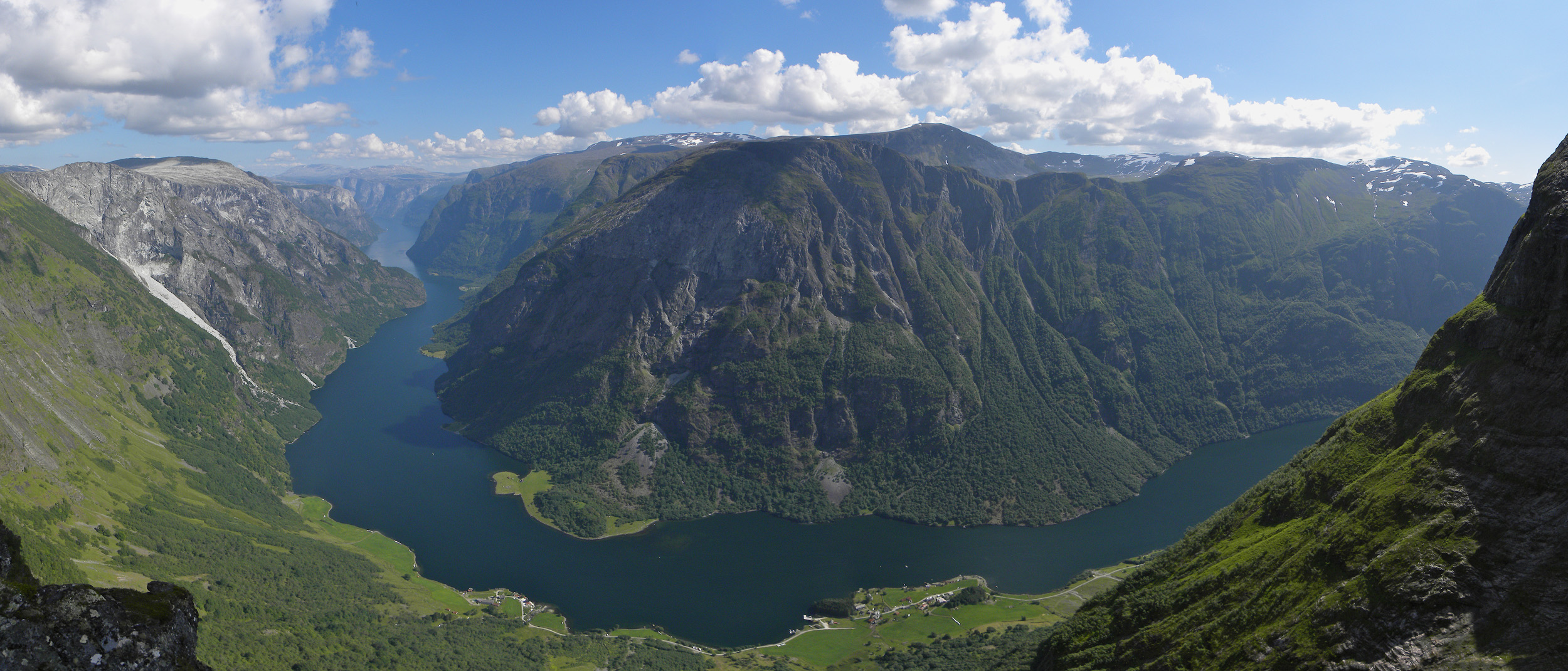
Le Nærøyfjorden vu depuis Bakkanosi
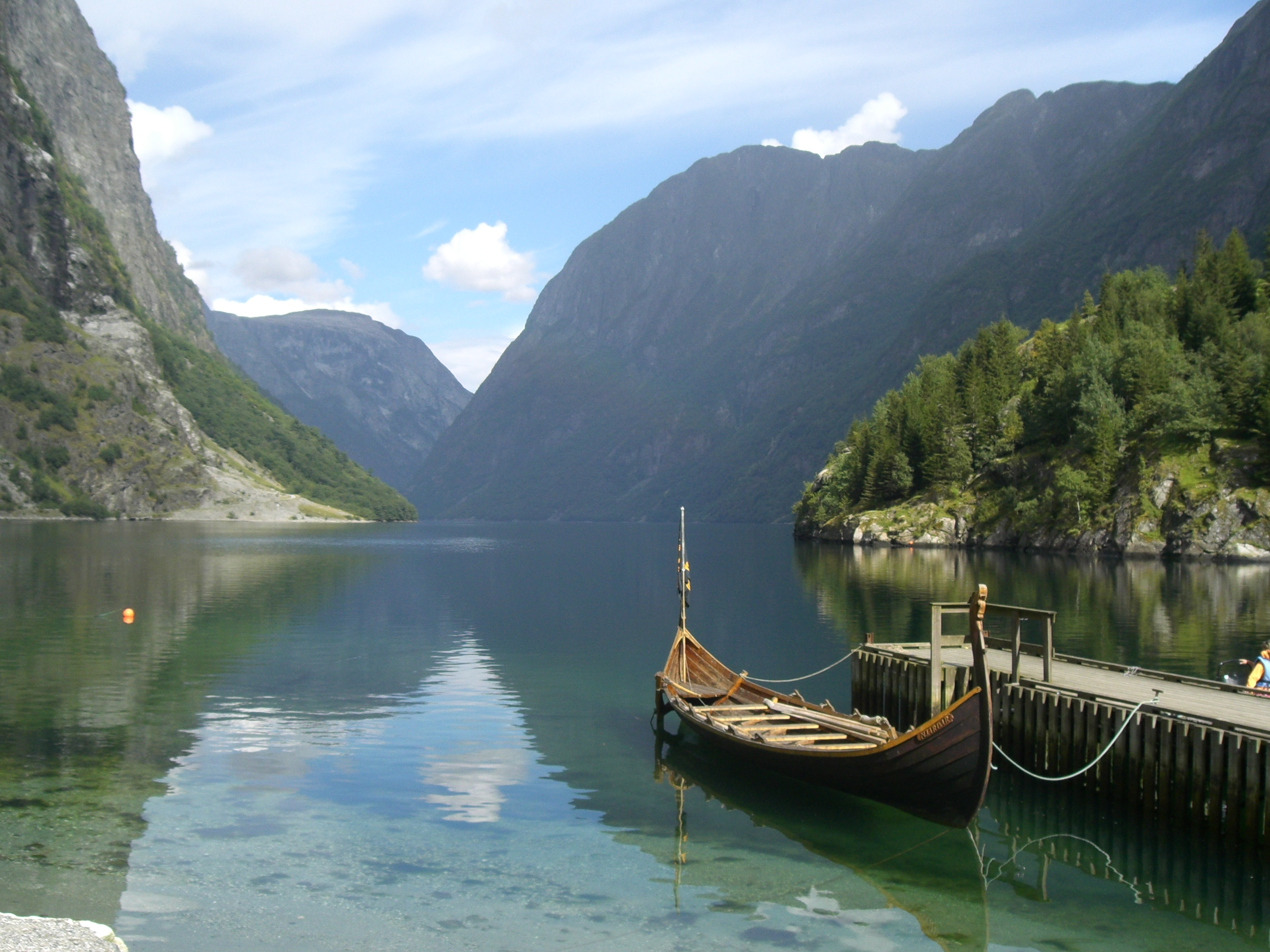
Vue depuis Gudvangen
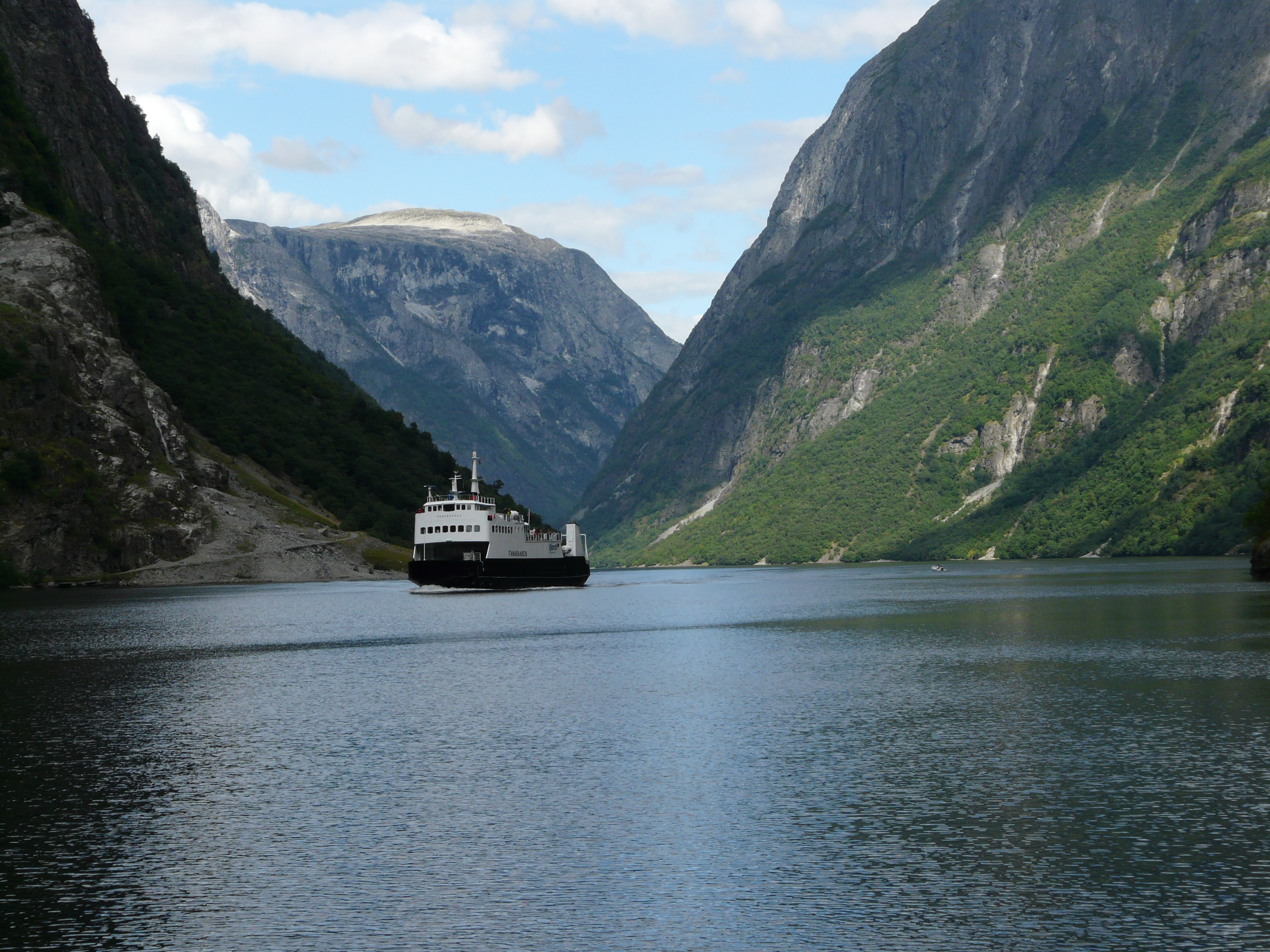
Le ferry Gudvangen
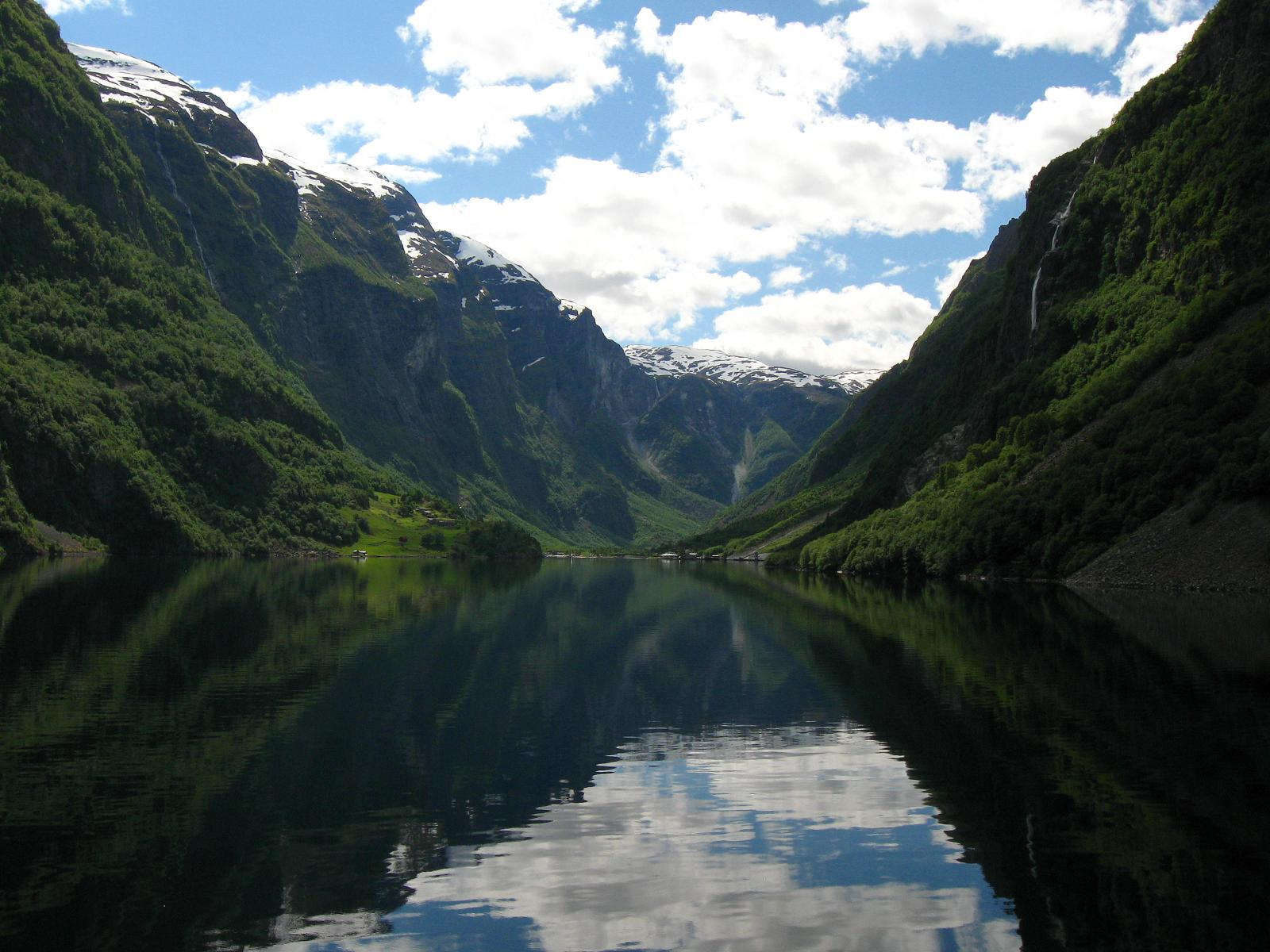
Nærøyfjord